# ОШ „Ћамил Сијарић” Нови Пазар
ОШ „Ћамил Сијарић” је једна од основних школа на подручју Града Нови Пазар. Налази се у Улици Руђера Бошковића бб. Име је добила по Ћамилу Сијарићу црногорском и босанскохерцеговачком књижевнику и романописац.

## Историјат
Оснивач школе је град Нови Пазар који је обезбједио земљиште за изградњу школе, а средства за изградњу и комплетно опремање школе обезбеђена су донацијом агенције ТИКА Републике Турске. Школа је почела са радом у септембру 2014. године, са стручним наставним кадром, а број ученика се из године у годину увећава. Услови за рад у школи су на веома високом нивоу и уз залагање управе школе се побољшавају. Скупштина града Новог Пазара на сједници одржаној 21. фебруара 2013.године донела је одлуку о одређивању реона Основне школе “Ћамил Сијарић”. Реонизацијом су обухваћене следеће улице и насеља: Руђера Бошковића 4.јули (са лијеве стране цијело насеље), Рајка Ацковића, Нурије Поздерца, Народног фронта, Десе Миловановић, Вехба Колашинца, насеље на левој обали реке Јошанице до “Карахоџића ћуприје”, село Цвијетње.